# Taroba
Taroba is een geslacht van rechtvleugeligen uit de familie krekels (Gryllidae). De wetenschappelijke naam van dit geslacht is voor het eerst geldig gepubliceerd in 2010 door de Mello & Dias.

## Soorten
Het geslacht Taroba  is monotypisch en omvat slechts de volgende soort:
- Taroba elephantina (de Mello & Dias, 2010)